# Витачов
Витачо́в (укр. Витачів) — село в Обуховском районе Киевской области Украины. Расположено на берегу Днепра.
Население по переписи 2001 года составляло 816 человек. Почтовый индекс — 08740. Телефонный код — 4572. Занимает площадь 0,171 км². Код КОАТУУ — 3223181501.

## Во времена Киевской Руси
Город Витичев впервые упоминается в трудах византийского императора Константина Багрянородного в середине X века в связи с описанием сбыта полюдья:

В июне месяце, двинувшись по реке Днепру, они (однодревки русов) спускаются в Витичев, подвластную Руси крепость. Подождав там два-три дня, пока подойдут все однодревки, они двигаются в путь и спускаются по названной реке Днепру
Позже витичевская крепость заняла важное место в системе обороны среднего Поднепровья от степных кочевников (печенегов), устроенной Владимиром Святым в конце X века. В Витичеве была сигнальная башня, с которой огнём происходило оповещение столицы о появлении противника у брода на левом берегу Днепра напротив Витичева. Учитывая время выхода трактата «Об управлении империей», первое упоминание о Витачове относится к 949 или 950 году. Витичев возможно упомянут в надписи на рунном камне N62, датированной XI веком, как Витахольмр: «Engli raised this stone in memory of Þóraldr, his son, who died in Vitaholmr — between Ustaholmr and Garðar».
Известный русский историк Д. И. Иловайский не исключал версии о том, что именно с Витичева произошло расселение созвучного с названием города славянского племени вятичей. Согласно версии, в VIII веке со среднего Днепра произошло расселение вятичей с Витичевых холмов на север (в низовья реки Ока).
По соседству с Витичевом в 1096 году был основан город Святополч. В 1100 году в Витичеве, известном в летописях также под именем Уветичи, состоялся съезд князей, на котором был лишён удела Давыд Игоревич Волынский. Витичев центром удельного княжества не был, входил в Поросье.
Остатки города раскапывались Б. А. Рыбаковым в 1961—1962 годах. Площадь городища X—XI веков с посадом составляет около 8 га. Исследованы оборонительные сооружения, жилые и хозяйственные постройки, в основном, срубной конструкции. Раскопаны остатки башни, служившей, по всей видимости, для световой сигнализации.

## Местный совет
08740, Київська обл., Обухівський р-н, с. Витачів

## Галерея

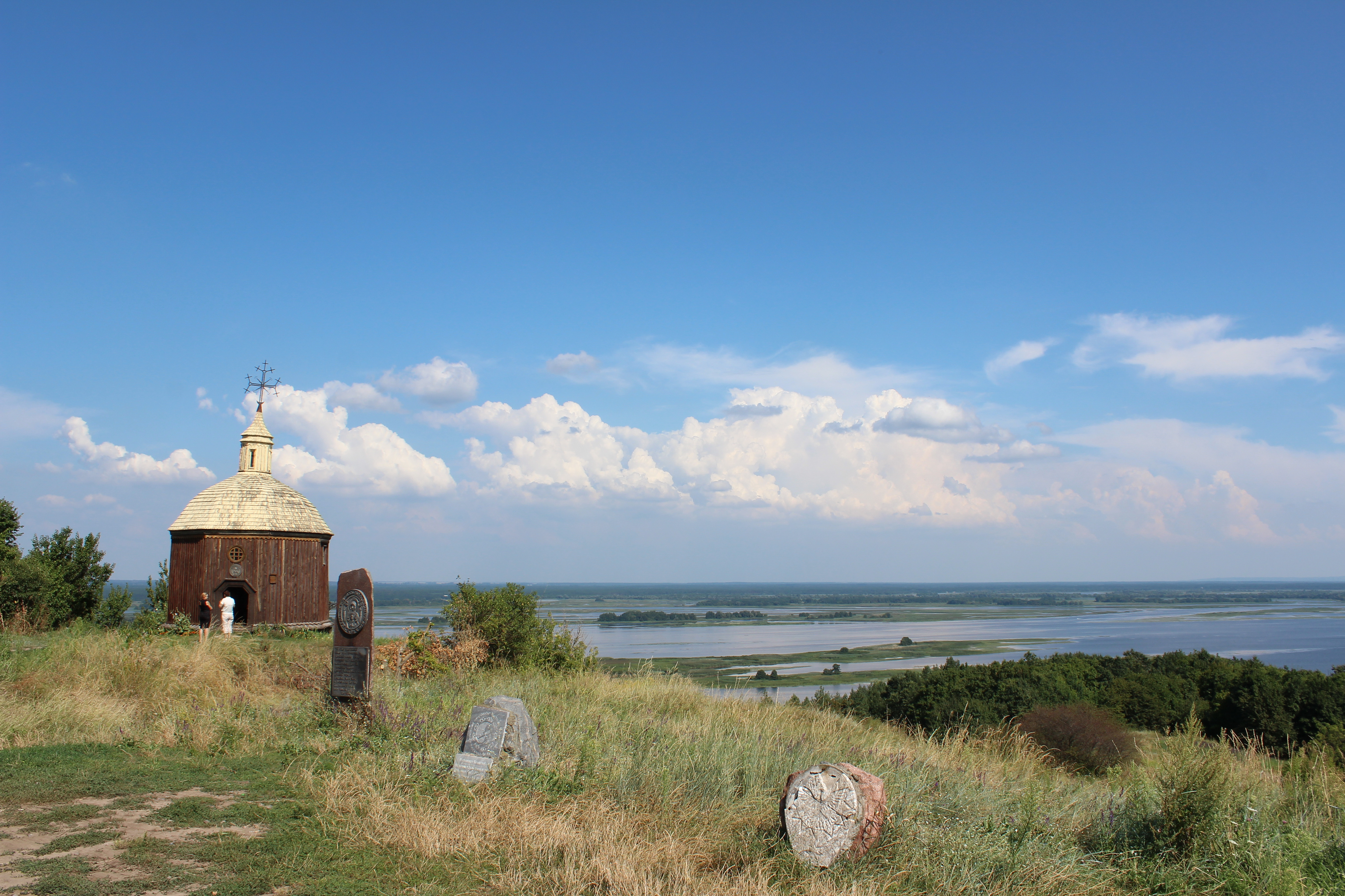
Городище Витичева
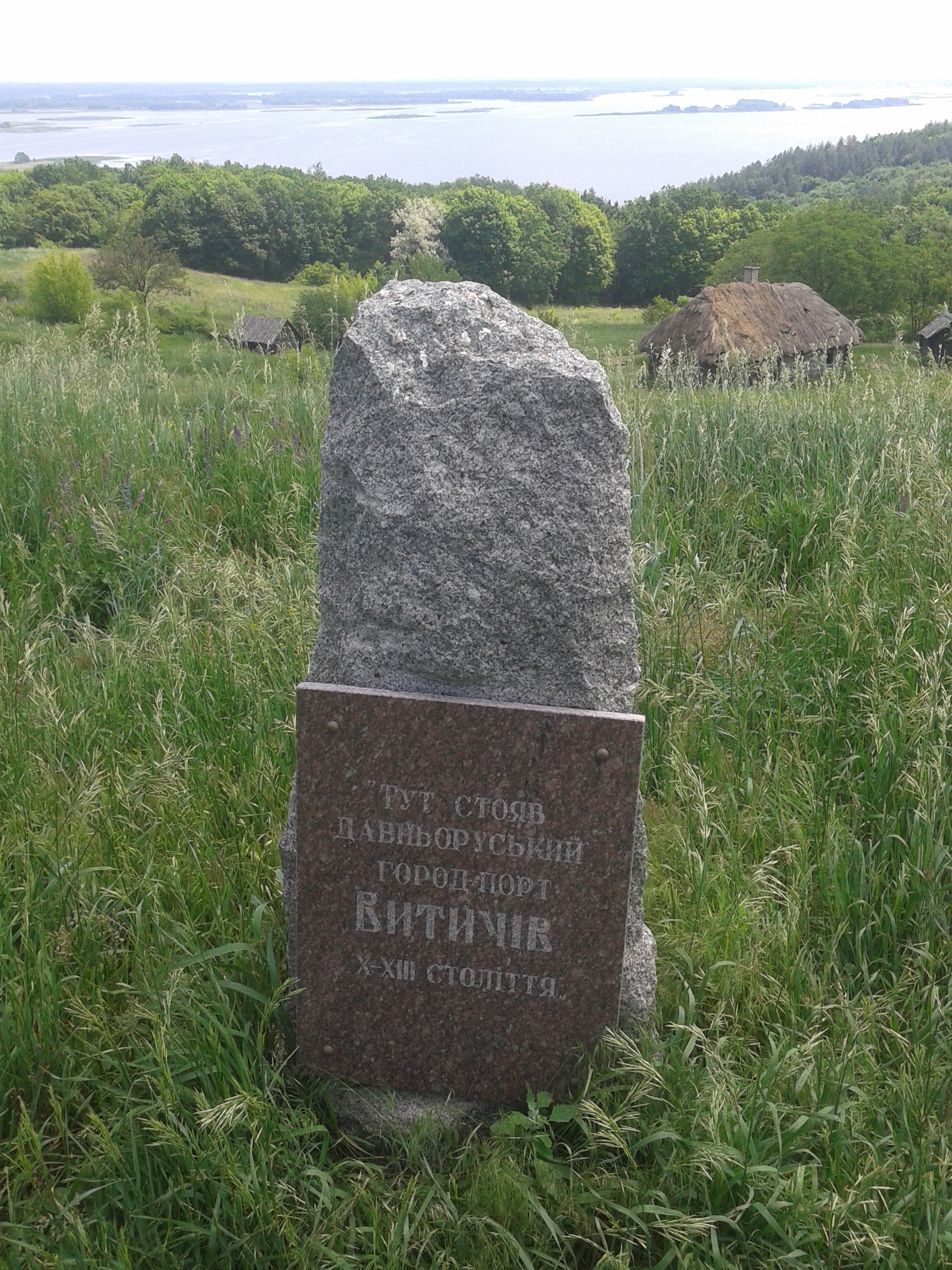
Памятный знак
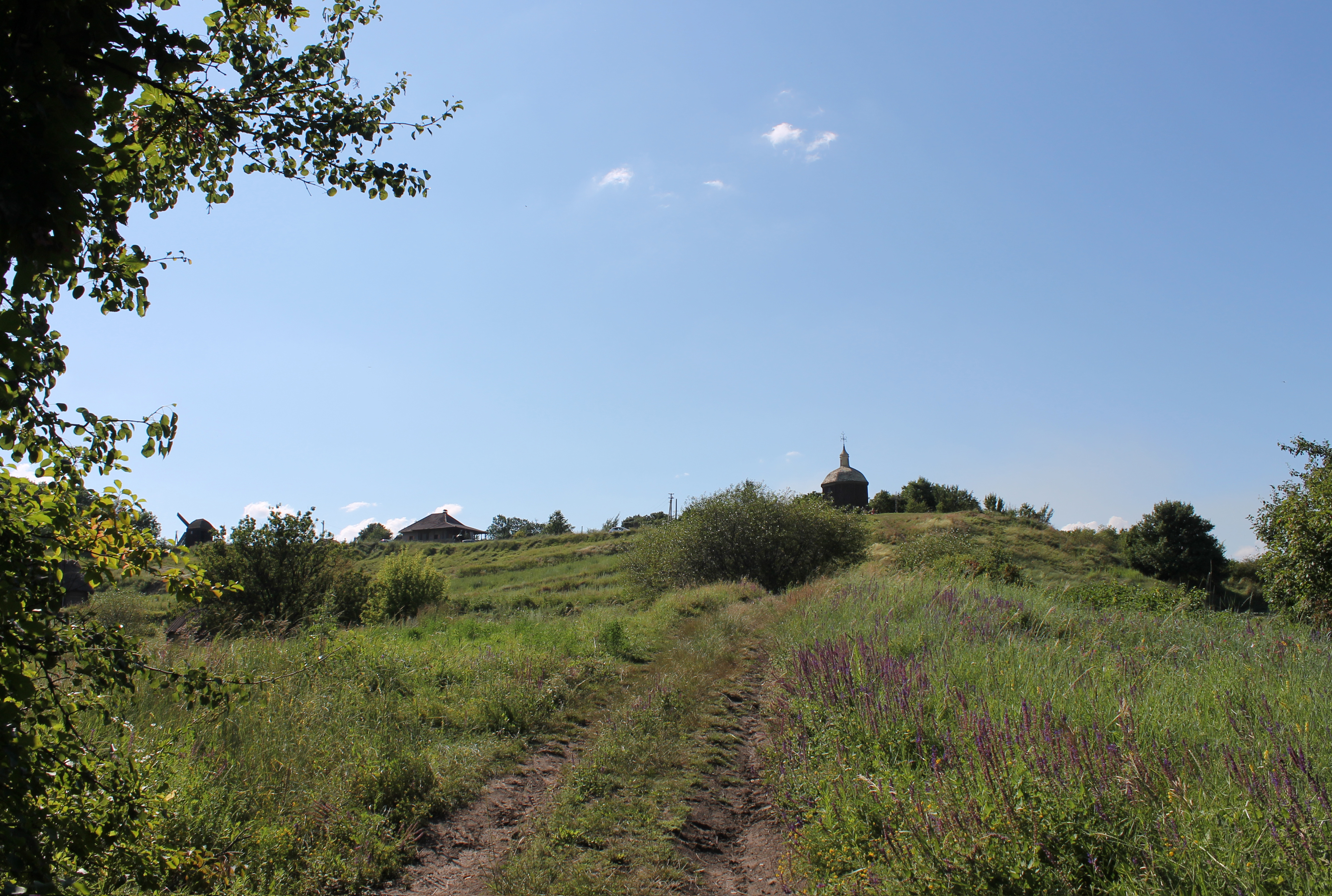
Городище Витичева